# Francia en los Juegos Olímpicos de Vancouver 2010
Francia estuvo representada en los Juegos Olímpicos de Vancouver 2010 por un total de 108 deportistas que compitieron en 13 deportes, conformando así la séptima delegación más grande de todos los países participantes. 
El portador de la bandera en la ceremonia de apertura fue el biatleta Vincent Defrasne.

## Medallistas
El equipo olímpico francés obtuvo las siguientes medallas:
| Nombre                                                        | Deporte           | Competición                |
| ------------------------------------------------------------- | ----------------- | -------------------------- |
| Oro                                                           |                   |                            |
| Vincent Jay                                                   | Biatlón           | 10 km M                    |
| Martin Fourcade                                               | Biatlón           | 15 km M                    |
| Jason Lamy-Chappuis                                           | Combinada nórdica | Trampolín normal + 10 km M |
| Plata                                                         |                   |                            |
| Marie-Laure Brunet Sylvie Becaert Marie Dorin Sandrine Bailly | Biatlón           | 4 × 6 km F                 |
| Déborah Anthonioz                                             | Snowboard         | Campo a través F           |
| Bronce                                                        |                   |                            |
| Marie Dorin                                                   | Biatlón           | 7,5 km F                   |
| Marie-Laure Brunet                                            | Biatlón           | 10 km persecución F        |
| Vincent Jay                                                   | Biatlón           | 12,5 km persecución M      |
| Marion Josserand                                              | Esquí acrobático  | Campo a través F           |
| Mathieu Bozzetto                                              | Snowboard         | Eslalon gigante paralelo M |
| Tony Ramoin                                                   | Snowboard         | Campo a través M           |